# Командный чемпионат СССР по шахматной композиции 1972/1973
Чемпионат СССР по шахматной композиции 1972—1973 — 8-й командный чемпионат.
Проводился по двухступенчатой системе по 5 разделам: двух- и трёхходовки — по 2 темы, многоходовки, этюды и кооперативные маты — по 1. 
В 4 полуфиналах участвовали 17 команд: 218 задач и этюдов 130 авторов. 
- 1-й полуфинал (Свердловская судейская коллегия): 1. Белоруссия — 61 балл; 2. ВС СССР — 57; 3. Москва — 51; 4. Азербайджан — 49.
- 2-й полуфинал (Московская судейская коллегия): 1. РСФСР (сборная) — 65 баллов; 2. Узбекистан — 48; 3. Армения — 41; 4. Ленинград (вне конкурса) — 65.
- 3-й полуфинал (Днепропетровская судейская коллегия): 1. Молдавия-1 — 59 баллов; 2. Грузия — 52; 3. Литва — 29; 4. Молдавия-2 — 26.
- 4-й полуфинал (Ленинградская судейская коллегия): 1. Украина-1 — 75 баллов; 2. Казахстан-1 — 61; 3. РСФСР (Свердловск) — 54; 4. Украина-2 — 37; 5. Казахстан-2 — 29.

Проведено 2 финала. Участникам 1-го финала, куда вошли только победители групп, было предложено составить по 2 композиции (одна в зачёт) на 10 тем (двух-, грех-, многоходовки и этюды — по 2; кооперативные и обратные маты — по 1). Поступило 80 задач и этюдов от 50 авторов. Зачётных композиций — 40. Победитель — команда Молдавии-1 (82½ балла из 150). Судьи: А. Гуляев, Р. Кофман, А. Лобусов и Э. Погосянц (Москва). 
Составы команд-победительниц: 
1. Молдавия-1 — М. Борденюк, В. Врагалев, М. Кузнецов, А. Кузовков, М. Марандюк, В. Морозов, Н. Чиканов;
2. РСФСР (сборная) — A. Ажусин, Ю. Вахлаков, В. Владимиров, B. Долгов, Ю. Землянский, Н. Ивановский, В. Исарьянов, В. Карпов, А. Копнин, Н. Надеждин, А. Орешин, Д. Петров, Г. Святов;
3. Украина-1 — С. Белоконь, Е. Богданов, В. Власенко, Ю. Гордиан, М. Локкер, В. Метлицкий, А. Мотор, Л. Носоновский, Ю. Павлов, Н. Резвов, В. Руденко, Е. Сорокин, Р. Федорович, С. Шедей;
4. Белоруссия — Н. Бельчиков, Н. Быков, В. Гебельт, Я. Каменецкий, В. Клюкин, В. Сычёв, В. Трояновский, С. Цырулик, Г. Шмуленсон.

Остальные команды (за исключением команд Армении, Ленинграда и Москвы) составили 2-ю группу, в которой разыгрывались места с 5 по 14. Судьи — участники команд. Итоги: 
1. ВС СССР — 63 балла;
2. РСФСР (Свердловск) — 61;
3. Узбекистан — 57;
4. Казахстан-1 — 57;
5. Азербайджан — 56;
6. Грузия — 46;
7. Украина-2 — 43;
8. Казахстан-2 — 43;
9. Литва — 34;
10. Молдавия-2 — 9.

## Таблица
| Команды         | Разделы, число досок и зачётных очков | Разделы, число досок и зачётных очков | Разделы, число досок и зачётных очков | Разделы, число досок и зачётных очков | Разделы, число досок и зачётных очков | Разделы, число досок и зачётных очков | Разделы, число досок и зачётных очков | Разделы, число досок и зачётных очков | Разделы, число досок и зачётных очков | Разделы, число досок и зачётных очков | Разделы, число досок и зачётных очков | Разделы, число досок и зачётных очков | Разделы, число досок и зачётных очков | Разделы, число досок и зачётных очков | Разделы, число досок и зачётных очков | Очки |
| Команды         | двухходовки                           | двухходовки                           |                                       | трёхходовки                           | трёхходовки                           |                                       | многоходовки                          | многоходовки                          |                                       | этюды                                 | этюды                                 |                                       | кооперативные маты                    |                                       | обратные маты                         | Очки |
| Команды         | 1                                     | 2                                     |                                       | 1                                     | 2                                     |                                       | 1                                     | 2                                     |                                       | 1                                     | 2                                     |                                       | 1                                     |                                       | 1                                     | Очки |
| --------------- | ------------------------------------- | ------------------------------------- | ------------------------------------- | ------------------------------------- | ------------------------------------- | ------------------------------------- | ------------------------------------- | ------------------------------------- | ------------------------------------- | ------------------------------------- | ------------------------------------- | ------------------------------------- | ------------------------------------- | ------------------------------------- | ------------------------------------- | ---- |
| Молдавия-1      | 2½                                    | 11                                    |                                       | 5½                                    | 8                                     |                                       | 8½                                    | 7½                                    |                                       | 10½                                   | 8                                     |                                       | 10                                    |                                       | 11                                    | 82½  |
| РСФСР (сборная) | 3½                                    | 3                                     |                                       | 8½                                    | 10                                    |                                       | 8½                                    | 5½                                    |                                       | 6½                                    | 7½                                    |                                       | 9                                     |                                       | 10                                    | 72   |
| Украина-1       | 8½                                    | 3½                                    |                                       | 7½                                    | 4½                                    |                                       | 5½                                    | 10                                    |                                       | 9½                                    | 3½                                    |                                       | 8                                     |                                       | 2½                                    | 63   |
| Белоруссия      | 12                                    | 4                                     |                                       | 4½                                    | 9                                     |                                       | 7                                     | 3½                                    |                                       | 4½                                    | 5                                     |                                       | 3                                     |                                       | 9                                     | 61½  |